# Pallamano Trieste 2010-2011
Questa pagina raccoglie i dati riguardanti la Pallamano Trieste nelle competizioni ufficiali della stagione 2010-2011.

## Rosa 2010-2011

### Giocatori
| N° | Naz.                | Ruolo | Sportivo              | Anno | Alt. | Peso |
| -- | ------------------- | ----- | --------------------- | ---- | ---- | ---- |
| 1  | Italia (bandiera)   | P     | Matej Zaro            | 1989 | 183  |      |
| 12 | Croazia (bandiera)  | P     | Diego Modrusan        | 1980 | 196  |      |
| 16 | Italia (bandiera)   | P     | Thomas Postogna       | 1993 | 190  |      |
| 2  | Italia (bandiera)   | A     | David Sedmach         | 1990 | 179  |      |
| 3  | Italia (bandiera)   | C     | Jan Radojkovic        | 1989 | 183  |      |
| 4  | Italia (bandiera)   | C     | Michele Oveglia       | 1993 | 192  |      |
| 5  | Italia (bandiera)   | A     | Giacomo Campagnolo    | 1986 | 184  |      |
| 6  | Italia (bandiera)   | A     | Ivan Kerpan           | 1990 | 180  |      |
| 7  | Italia (bandiera)   | A     | Marco Visentin        | 1982 | 191  |      |
| 9  | Italia (bandiera)   | PV    | Alex Pernic           | 1992 | 190  |      |
| 10 | Italia (bandiera)   | T     | Kevin Anici           | 1993 | 185  |      |
| 11 | Slovenia (bandiera) | T     | Matej Nadoh           | 1981 | 186  |      |
| 13 | Italia (bandiera)   | T     | Massimiliano Di Nardo | 1992 | 193  |      |
| 14 | Italia (bandiera)   | C     | Andrea Carpanese      | 1982 | 181  |      |
| 15 | Italia (bandiera)   | A     | Marco Lo Duca         | 1971 | 182  |      |
| 18 | Italia (bandiera)   | A     | Matteo Leone          | 1988 | 181  |      |

### Staff
- Allenatore:  Marco Bozzola
- Allenatore in seconda:  Giorgio Oveglia
- Medico sociale:  Silvano Pastorelli
- Preparatore atletico:  Alexander Lapajne
- Massaggiatore:  Mario Ciac

## Risultati stagionali
- Serie A1 = Promossa in serie A Elite 2011-2012
- Coppa Italia = Eliminata agli ottavi di finale.

## Campionato

### Stagione regolare

#### Girone di andata
| Mestrino 3 ottobre 2010, ore 18.00 1ª giornata | Emmeti Mestrino | 17 – 29 | Trieste | Palasport di Mestrino |

| Trieste 9 ottobre 2010, ore 18.00 2ª giornata | Trieste | 39 – 17 | Rapid Nonantola | Pala Chiarbola |

| Ferrara 16 ottobre 2010, ore 18.00 3ª giornata | Estense Ferrara | 23 – 26 | Trieste | Palestra il Boschetto |

| Trieste 23 ottobre 2010, ore 18.00 4ª giornata | Trieste | 25 – 17 | Spallanzani Casalgrande | Pala Chiarbola |

| Trieste 6 novembre 2010, ore 18.00 5ª giornata | Trieste | 31 – 30 | Cassano Magnago | Pala Chiarbola |

| Parma 13 novembre 2010, ore 18.00 6ª giornata | Parma | 23 – 36 | Trieste | Pala Del Bono |

| Trieste 20 novembre 2010, ore 18.00 7ª giornata | Trieste | 27 – 30 | Pressano | Pala Chiarbola |

| Trieste 4 dicembre 2010 9ª giornata | Trieste | 35 – 22 | Merano | Pala Chiarbola |

| Imola 11 dicembre 2010, ore 18.00 10ª giornata | Romagna | 20 – 21 | Trieste | Palestra Cavina |

| Trieste 18 dicembre 2010, ore 18.00 11ª giornata | Trieste | 32 – 19 | Sassari | Pala Chiarbola |

#### Girone di ritorno
| Trieste 5 febbraio 2011, ore 18.00 1ª giornata | Trieste | 29 – 27 | Emmeti Mestrino | Pala Chiarbola |

| Nonantola 12 febbraio 2011, ore 18.00 2ª giornata | Rapid Nonantola | 24 – 31 | Trieste | Palestra Comunale Dante Alighieri |

| Trieste 26 febbraio 2011, ore 18.00 3ª giornata | Trieste | 32 – 25 | Estense Ferrara | Pala Chiarbola |

| Casalgrande 5 marzo 2011, ore 18.00 4ª giornata | Spallanzani Casalgrande | 18 – 33 | Trieste | PalaKeope |

| Cassano Magnago 19 marzo 2011, ore 18.00 5ª giornata | Cassano Magnago | 29 – 25 | Trieste | Palasport Francesco Tacca |

| Trieste 26 marzo 2011, ore 18.00 6ª giornata | Trieste | 42 – 24 | Parma | Pala Chiarbola |

| Mezzocorona 9 aprile 2011, ore 18.00 7ª giornata | Pressano | 31 – 25 | Trieste | Palestra Mezzocorona |

| Merano 30 aprile 2011, ore 18.00 9ª giornata | Merano | 31 – 30 | Trieste | Palestra Carlo Wolf |

| Trieste 7 maggio 2011, ore 18.00 10ª giornata | Trieste | 30 – 23 | Romagna | Pala Chiarbola |

| Sassari 14 maggio 2011, ore 18.00 11ª giornata | Sassari | 27 – 28 | Trieste | PalaSantoru |

## Coppa Italia

### 1º turno - Girone G
| Ferrara 10 settembre 2010, ore 18.00 1ª giornata | Estense Ferrara | 22 – 29 | Trieste | Palestra il Boschetto |

| Ferrara 11 settembre 2010, ore 19.00 2ª giornata | Trieste | 26 – 24 | Emmeti Mestrino | Palestra il Boschetto |

### Ottavi di finale
| Trieste 18 settembre 2010, ore 18.30 Andata | Trieste | 25 – 24 | Metallsider Mezzocorona | Pala Chiarbola |

| Mezzocorona 25 settembre 2010, ore 19.00 Ritorno | Metallsider Mezzocorona | 33 – 26 | Trieste | Palestra di Mezzocorona |

## Classifica
|  | Pos. | Squadra         | Pt | G  | V  | N | P  | GF  | GS  | DR   |
|  | ---- | --------------- | -- | -- | -- | - | -- | --- | --- | ---- |
|  | 1.   | Pressano        | 51 | 20 | 17 | 0 | 3  | 636 | 551 | +85  |
|  | 2.   | Trieste         | 48 | 20 | 16 | 0 | 4  | 606 | 477 | +129 |
|  | 3.   | Black Devils    | 45 | 20 | 15 | 0 | 5  | 620 | 542 | +78  |
|  | 4.   | Cassano Magnago | 42 | 20 | 14 | 0 | 6  | 632 | 582 | +50  |
|  | 5.   | Romagna         | 36 | 20 | 12 | 0 | 8  | 585 | 539 | +46  |
|  | 6.   | Mestrino        | 30 | 20 | 10 | 0 | 10 | 570 | 586 | -16  |
|  | 7.   | Sassari         | 27 | 20 | 9  | 0 | 11 | 598 | 590 | +8   |
|  | 8.   | Casalgrande     | 24 | 20 | 8  | 0 | 12 | 522 | 560 | -38  |
|  | 9.   | Estense Ferrara | 18 | 20 | 6  | 0 | 14 | 560 | 633 | -103 |
|  | 10.  | Parma           | 6  | 20 | 2  | 0 | 18 | 521 | 660 | -139 |
|  | 11.  | Rapid Nonantola | 3  | 20 | 1  | 0 | 19 | 525 | 655 | -130 |

Legenda:

      Promossa in Serie A Elite 2011-2012
      Retrocessa in Serie A2 2011-2012

## Statistiche

### Di squadra

#### riepilogo partite
| Competizione | Punti | In casa | In casa | In casa | In casa | In casa | In casa | In trasferta | In trasferta | In trasferta | In trasferta | In trasferta | In trasferta | Totale | Totale | Totale | Totale | Totale | Totale |
| Competizione | Punti | G       | V       | N       | P       | Gf      | Gs      | G            | V            | N            | P            | Gf           | Gs           | G      | V      | N      | P      | Gf     | Gs     |
| ------------ | ----- | ------- | ------- | ------- | ------- | ------- | ------- | ------------ | ------------ | ------------ | ------------ | ------------ | ------------ | ------ | ------ | ------ | ------ | ------ | ------ |
| Serie A1     | 48    | 10      | 9       | 0       | 1       | 322     | 234     | 10           | 7            | 0            | 3            | 284          | 243          | 20     | 16     | 0      | 4      | 606    | 477    |
| Coppa Italia | -     | 1       | 1       | 0       | 0       | 25      | 24      | 3            | 2            | 0            | 1            | 81           | 79           | 4      | 3      | 0      | 1      | 106    | 103    |
| Totale       | -     | 11      | 10      | 0       | 1       | 347     | 258     | 13           | 9            | 0            | 4            | 365          | 322          | 24     | 19     | 0      | 5      | 712    | 580    |

### Individuali

#### Classifica marcatori
| N. | Giocatore             | Reti |
| -- | --------------------- | ---- |
| 11 | Matej Nadoh           | 135  |
| 3  | Jan Radojkovic        | 93   |
| 15 | Marco Lo Duca         | 74   |
| 7  | Marco Visintin        | 74   |
| 10 | Kevin Anici           | 62   |
| 14 | Andrea Carpanese      | 47   |
| 4  | Michele Oveglia       | 33   |
| 9  | Alex Pernic           | 30   |
| 13 | Massimiliano Di Nardo | 29   |
| 18 | Matteo Leone          | 12   |
| 6  | Ivan Kerpan           | 8    |
| 2  | David Sedmach         | 5    |
| 23 | Gianluca Dapiran      | 1    |
| 5  | Giacomo Campagnolo    | 1    |
| 12 | Diego Modrusan        | 1    |